# Theoris de Lemnos
Theoris de Lemnos (morte en 323 av. J.-C.) est une femme grecque habitant à Athènes au IVe siècle av. J.-C. et accusée de sorcellerie. Elle est exécutée avec ses enfants, bien que les détails de son inculpation et de sa condamnation ne soient pas clairs. Les traces de son inculpation constituent le récit le plus détaillé d'un procès de sorcière de l'époque classique.

## Comptes rendus
L'histoire de Theoris de Lemnos apparaît dans trois sources anciennes. La source la plus ancienne et la plus détaillée est le discours de Démosthène Contre Aristogeiton (en) qui est adressé aux jurés dans le procès d'Aristogiton, un orateur athénien. Le passage en question indique : 

« C'est cet homme Eunomus qui prit les potions de la servante de Theoris de Lemnos, l'immonde sorcière que vous exécutâtes, elle et sa famille pour ces faits. La servante témoigna contre sa maîtresse, et cet homme malfaisant eut des enfants d'elle, et avec son aide réalisa ses subterfuges et actes de tromperie, et il dit qu'il traite les gens saisis de crises, quand il se livre lui-même à des actes de méchanceté de toutes sortes »

 Deux versions ultérieures de l'histoire de Theoris ont également survécu : un récit de l'atthidographe Philochorus, cité par Harpocration au deuxième siècle de notre ère, et un de Plutarque dans sa biographie de Démosthène. Ces deux récits sont basés sur celui de Contre Aristogeiton. Le récit de l'affaire par Plutarque semble confondre l'histoire de Theoris avec celle d'une autre femme mentionnée dans les discours de Démosthène, Nino, qui est exécutée dans les années 350 ou 340 - apparemment pour avoir accompli des rites qui se moquaient des mystères dionysiaques. 
Theoris est originaire de l'île de Lemnos, mais vit à Athènes. Depuis 390 av. J.-C., Lemnos est contrôlée par Athènes, de sorte que Théoris pourrait être une citoyenne athénienne. Elle pourrait aussi être l’une des Lemnianes « dépossédées » qui ne proviennent pas des colonies athéniennes de l’île. Theoris a des enfants, mais on ne trouve aucune mention d'un mari dans les sources antiques. Ses enfants peuvent avoir été engendrés par Eunomus, le frère d'Aristogeiton bien que le texte de Démosthène ne soit pas clair à ce sujet. 
Quelque temps avant 323 av. J.-C., Theoris est traduite en justice à Athènes, reconnue coupable et exécutée avec ses enfants. Plutarque prétend que la poursuite est le fait de Démosthène. Il n’est pas certain du crime dont Theoris a été accusée, car les sources anciennes qui subsistent diffèrent. Selon Démosthène, elle est punie pour avoir lancé des incantations et utilisé des drogues nocives ; elle est décrite comme une pharmakis, littéralement une fournisseuse de médicaments et de potions mais, dans ce contexte, cela signifie surtout qu'elle est une sorcière ou une ensorceleuse. Philochore la traite de mante ou de voyante et raconte qu'elle est accusée d'impiété. Plutarque, qui la nomme sous le qualificatif de « hiereia » ou prêtresse (bien qu'elle n'identifie pas la divinité qu'elle sert), affirme qu'elle a été déclarée coupable d'avoir « commis de nombreux méfaits et formé les esclaves à la tromperie ».

## Analyse
L'attention portée au cas de Theoris est principalement concentrée sur la nature de l'accusation exacte à son encontre, ce qui est rendu compliqué par la brièveté et les incohérences entre les trois sources anciennes qui l'évoquent. Derek Collins suggère que Theoris aurait probablement été accusée d'homicide volontaire par empoisonnement, auquel cas elle aurait été jugée devant l'aréopage. Elle pourrait également avoir été accusée de Βουλευσις (« planification ») et être jugée au Palladium. Collins pense que le premier scénario est plus probable, la famille de Theoris ayant été exécutée avec elle. Matthew Dickie soutient que Philochorus a raison d’identifier le crime de Théoris comme un asébeia, soit une impiété.
Esther Eidinow (en) suggère que les infractions de Theoris visent davantage à offenser des sensibilités religieuses ou sociales. Elle soutient que si Theoris avait été poursuivie pour homicide, l'accusation aurait été décrite plus explicitement dans Contre Aristogeiton - comme dans le discours d'Antiphon, Against the Step-Mother for Poisoning - qui utilise le mot phonos (« homicide ») pour décrire un crime similaire. Les comptes rendus différents donnés par les auteurs classiques grecs suggèrent qu'elle est peut-être une guérisseuse autoproclamée du type que les auteurs hippocratiques condamnent, et qu'elle pourrait avoir transgressé une norme de contrôle social concernant les esclaves, ou peut s'être engagée dans l'« impiété », terme vague souvent utilisé par les politiciens pour attaquer leurs rivaux. Si Theoris était accusée d'impiété, suggère Eidinow, cela expliquerait mieux la réticence à préciser l'accusation portée contre elle dans Contre Aristogeiton et expliquerait la description faite d'elle dans ce discours avec les termes de « miaros » (« polluée »). 
Considéré sous cet angle, Julia Kindt suggère que le procès et l'exécution de Theoris aurait pu être le fait d'individus au sein de la polis cherchant à « établir la distinction entre religion et magie, entre pratiques religieuses acceptables et inacceptables et pouvoir religieux soutenu par la Cour de justice ». Michael A. Rinella souligne qu'elle doit avoir été une figure « de renommée ou de notoriété », car l'orateur démosthénique pense clairement que son nom sera reconnu. Il note que les poursuites indiquent qu'elle avait une certaine importance, soit parce qu'elle était importante elle-même, soit parce qu'il était dans l'intérêt de quelqu'un de la poursuivre en justice. Le récit suggère qu'elle savait lire, ce qui la distinguait de la plupart des gens et qu'elle disposait de moyens économiques suffisants pour avoir une servante. 

## Ouvrages cités
- (en) Derek Collins, « Theoris of Lemnos and the Criminalization of Magic in Fourth-Century Athens », The Classical Quarterly, vol. 51, no 2,‎ 2001, p. 477–493 (ISSN 0009-8388, JSTOR 3556523).
- (en) Derek Collins, Magic in the Ancient Greek World, Blackwell, 2008.
- (en) Matthew Dickie, Magic and Magicians in the Greco-Roman World, Routledge, 2003
- (en) Esther Eidinow, « Patterns of Persecution: 'Witchcraft' Trials in Classical Athens », Past & Present, vol. 208, no 1,‎ août 2010, p. 9–35 (ISSN 0031-2746 et 1477-464X, DOI 10.1093/pastj/gtq001)
- (en) Esther Eidinov, Envy, Poison, and Death : Women on Trial in Ancient Athens, Oxford (GB), Oxford University Press, 2016, 421 p. (ISBN 978-0-19-956260-2, lire en ligne).
- (en) Rebecca Futo Kennedy, Immigrant Women in Athens : Gender, Ethnicity and Citizenship in the Classical City, New York, Routledge, 2014.
- (en) Julia Kindt, Rethinking Greek Religion, Cambridge, Cambridge University Press, 2012, 235 p. (ISBN 978-0-521-11092-1, lire en ligne).
- (en) Douglas M. Macdowell, Athenian Homicide Law in the Age of the Orators, Manchester University Press, 1999.
- (en) Douglas M. Macdowell, Demosthenes the Orator, Oxford University Press, 2009.
- (en) Michael A. Rinella, 'Pharmakon' : Plato, drug culture, and identity in ancient Athens, Lanham (Md.), Lexington Books, 2010, 325 p. (ISBN 978-0-7391-4686-6 et 0-7391-4686-6, lire en ligne).